# Filip Kurto
Filip Kurto (14 de juny de 1991, Olsztyn, Polònia) és un futbolista polonès que juga en la posició de porter que juga pel Western United i la selecció de futbol de Polònia sub-19.